# 城关乡 (英吉沙县)
城关乡，是中华人民共和国新疆维吾尔自治区喀什地区英吉沙县下辖的一个乡镇级行政单位。

## 行政区划
城关乡下辖以下地区：
其兰村、艾提尕村、杭格特勒村、英巴扎村、阿克美其特阿勒迪村、古勒克霍依拉村、喀拉库孜村、喀赞其艾日克村、兰干村、帕万艾日克村、矿却勒村、特日克其克村和喀什艾日克村。